# Christisonia thwaitesii
Christisonia thwaitesii är en snyltrotsväxtart som beskrevs av Trim.. Christisonia thwaitesii ingår i släktet Christisonia och familjen snyltrotsväxter. Inga underarter finns listade i Catalogue of Life.